# Psusenes III
Pasebajaenniut, o Psusenes III (nombre helenizado), posible Sumo sacerdote de Amón en Tebas de 969 a 945 a. C. 
Manetón lo llamó Psusenes.
Su identidad es un complejo asunto para los especialistas: 
Probable hijo de Pinedyem II, heredero del pontificado, siendo su hermano Psusenes II el último faraón de la dinastía XXI. 
Fue de los Sumos sacerdotes que escribió su nombre en un cartucho: 
- Nombre de Trono: Titjeperura Setepenra, "la aparición de las manifestaciones de Ra, elegido de Ra"
- Nombre de Nacimiento: Pasebajaenniut Meriamón, "la estrella aparece en la ciudad, amado de Amón".

Sería coetáneo de: Necherjeperra - Siamón (Siamón) y Titjeperura - Pasebajaenniut (Psusenes II)

## Otras hipótesis
Es posible que Psusenes III y Psusenes II sean la misma persona, pero con los datos actuales es difícil obtener una respuesta adecuada.

## Titulatura
| Titulatura | Jeroglífico | Transliteración (transcripción) - traducción - (referencias) |

|                      |     |    |    |    |         |
| \| \| \| \| \| \| \| |     |    |    |    |         |
|                      |     |    |    |    |         |
| N5                   | D17 | L1 | Z3 | N5 | U21 · n |

| N5 | D17 | L1 | Z3 | N5 | U21 · n |

|                      |     |    |    |    |         |
| \| \| \| \| \| \| \| |     |    |    |    |         |
|                      |     |    |    |    |         |
| N5                   | D17 | L1 | Z3 | N5 | U21 · n |

| N5 | D17 | L1 | Z3 | N5 | U21 · n |

|                      |     |    |    |    |         |
| \| \| \| \| \| \| \| |     |    |    |    |         |
|                      |     |    |    |    |         |
| N5                   | D17 | L1 | Z3 | N5 | U21 · n |

| N5 | D17 | L1 | Z3 | N5 | U21 · n |

|                      |     |    |    |    |         |
| \| \| \| \| \| \| \| |     |    |    |    |         |
|                      |     |    |    |    |         |
| N5                   | D17 | L1 | Z3 | N5 | U21 · n |

| N5 | D17 | L1 | Z3 | N5 | U21 · n |

|                   |              |     |               |     |
| \| \| \| \| \| \| |              |     |               |     |
|                   |              |     |               |     |
| i                 | mn · n · N36 | G40 | N14 · N28 · n | O49 |

| i | mn · n · N36 | G40 | N14 · N28 · n | O49 |

|                   |              |     |               |     |
| \| \| \| \| \| \| |              |     |               |     |
|                   |              |     |               |     |
| i                 | mn · n · N36 | G40 | N14 · N28 · n | O49 |

| i | mn · n · N36 | G40 | N14 · N28 · n | O49 |

|                   |              |     |               |     |
| \| \| \| \| \| \| |              |     |               |     |
|                   |              |     |               |     |
| i                 | mn · n · N36 | G40 | N14 · N28 · n | O49 |

| i | mn · n · N36 | G40 | N14 · N28 · n | O49 |

|                   |              |     |               |     |
| \| \| \| \| \| \| |              |     |               |     |
|                   |              |     |               |     |
| i                 | mn · n · N36 | G40 | N14 · N28 · n | O49 |

| i | mn · n · N36 | G40 | N14 · N28 · n | O49 |

| R8 | U36 | D1 · Q3 · N35 | M17 | Y5 · N35 | G40 | N14 · N28 · n | O49 |

| R8 | U36 | D1 · Q3 · N35 | M17 | Y5 · N35 | G40 | N14 · N28 · n | O49 |